# Glenn Close
Glenn Close (* 19. března 1947 Greenwich, Connecticut, USA) je americká herečka a zpěvačka. Vyhrála třikrát Emmy a dvakrát Zlatý glóbus a k tomu byla na obě ceny ještě desetkrát nominovaná, třikrát získala Tony Award, byla nominovaná sedmkrát na Oscara a třikrát na Grammy.

## Životopis
Narodila se Bettine a Williamu Closeovým. Její otec působil v Belgickém Kongu a sloužil jako osobní lékař prezidenta Mobutu Sese Seko. Oba její rodiče pocházeli z prominentních rodin. Její předkové pomáhali v 17. století zakládat její rodné město. Její děd z otcovy strany byl manželem dědičky velké společnosti vyrábějící cereálie Post Cereals. Je zároveň příbuznou režiséra a scenáristy Prestona Sturgese a hereček Diny Merrill a Brooke Shields.
Studovala prestižní internátní školu v Connecticutu a pak College of William and Mary ve Virginii.

### Herecká kariéra
Během své dlouhé kariéry se uplatnila jako všestranná herečka a umělkyně. Nejlépe známa je díky rolím markýzy de Merteuil ve filmu Nebezpečné známosti a psychotické knižní editorky Alex ve filmu Osudová přitažlivost, za obě tyto role byla také nominována na Oscara za nejlepší ženský herecký výkon v hlavní roli. Další nominace, tentokrát ve vedlejší roli, jí přinesly filmy Přirozený talent, Velké rozčarování a Svět podle Garpa.
V devadesátých letech začala hrát také televizní role. Ty jí vynesly celkem osm nominací na Emmy (jednou vyhrála) a devět Zlatých glóbů (dvakrát vyhrála). Objevila se také v komediálním dramatu Noviny, jako první dáma USA v parodii Mars útočí!, jako Cruella de Vil ve filmu 101 dalmatinů a jeho pokračování 102 dalmatinů, jako viceprezidentka USA prezidenta, kterého ztvárnil Harrison Ford v Air Force One. Úspěch získala také díky televizní tvorbě – muzikál Jižní Pacifik, seriály The Shield a Patty Hewes: Nebezpečná advokátka (angl. Damages).
Sklízí úspěchy také na Broadwayi. Jednou z jejích nejúspěšnějších broadwayských rolí je Norma Desmond v muzikálu Andrewa Lloyda Webbera Sunset Boulevard, za kterou získala i Tony Award v roce 1994. Tuto roli má také v roce 2020 ztvárnit ve filmu podle muzikálu. Kromě ceny za Sunset Boulevard získala cenu Tony také za The Real Thing a Death and the Maiden.

### Osobní život
V únoru 2006 se provdala za svého dlouholetého přítele Davida E. Shawa. Předtím byla vdaná již dvakrát – za Cabota Wadea a Jamese Marlase. Má jednu dceru – Annie Maude Starke (* 26. dubna 1988) z předchozího vztahu s Johnem Starkem. Close finančně podporovala prezidentskou kampaň demokratických kandidátů, např. Hillary Clinton, Johna Edwardse, Howarda Deana nebo Baracka Obamy.

## Humanitární pomoc a aktivismus
Glenn Close se zúčastnila několika kampaní na podporu práv žen, manželství pro osoby stejného pohlaví a duševního zdraví. V roce 1989 se ve Washingtonu také společně s Glorií Steinemovou a Jane Fondovou zúčastnila pochodu za práva na potrat a v roce 1998 vystoupila na benefičním představení hry Monology vagíny, přičemž výtěžkem 250 000 dolarů bylo podpořeno úsilí o zastavení násilí na ženách. V roce 2002 byla americkou nevládní organizací GLAAD oceněna Mediální cenou GLAAD (GLAAD Media Award) za podporu práv LGBT komunity. Dobrovolně se také přihlásila k produkci dokumentu pro organizaci Puppies Behind Bars, která poskytuje vycvičené psy na pomoc handicapovaným válečným veteránům.
Glenn Close je správkyní nevládní společnosti Wildlife Conservation Society na ochranu divokých zvířat i dobrovolnického zařízení ve Fountain House v New Yorku pro rekonvalescenci osob trpících duševními chorobami. Je též zakládající členkou poradního výboru neziskové organizace Panthera Corporation (Panthera Conservation Advisory Committee) pro ochranu 36 druhů kočkovitých šelem po celém světě. Close byla dlouholetou podporovatelkou nadace Christopher Reeve's Foundation svého zesnulého přítele Christophera Reeva. Je také členkou poradního výboru mediální a streamovací společnosti Curiosity Stream.
Glenn Close je zakladatelkou a předsedkyní kampaně Bring Change to Mind za vymýcení stigmatu a diskriminace osob s duševním onemocněním. K založení kampaně se rozhodla díky své sestře Jessie, která trpí bipolární poruchou. V roce 2015 také přispěla do její autobiografie Resilience: Two Sisters and a Story of Mental Illness. V roce 2010 Close veřejně oznámila, že nechala sekvenovat své DNA, aby objasnila genetické původy psychických chorob své rodiny. V roce 2013 přednesla Close v Bílém domě projev, v němž naléhala na přijetí zákona týkajícího se duševního zdraví, sepsaného s cílem rozšířit léčbu duševně nemocným a poskytnout lepší přístup k léčbě. V reakci na něj, v roce 2014, americký prezident Barack Obama poskytl na zlepšení zdravotního systému finanční prostředky ve výši 1,1 miliardy dolarů. Téhož roku získala Close za iniciativu v oblasti psychického zdraví ocenění WebMD Health Hero Award a o rok později darovala asociaci Mental-Health Association of Central Florida 75 000 dolarů na pomoc obětem zasažených masakrem v nočním klubu v Orlandu.

## Filmografie
| Rok       | Film/seriál                            | Role                               | Poznámky |
| --------- | -------------------------------------- | ---------------------------------- | --- |
| 1975      | The Rules of the Games                 | sousedka                           | |
| 1979      | Too Far to Go                          | Rebecca                            | |
| 1979      | Vlak naděje                            | Jessica                            | |
| 1982      | The Elephant Man                       | princezna Alexandra                | |
| 1982      | Svět podle Garpa                       | Jenny Fields                       | nominace na Oscara v kategorii Nejlepší herečka ve vedlejší roli |
| 1983      | Velké rozčarování                      | Sarah Cooper                       | nominace na Oscara v kategorii Nejlepší herečka ve vedlejší roli |
| 1984      | Something About Amelia                 | Gail Bennett                       | nominace na Emmy v kategorii Nejlepší herečka v minisérii nebo filmu nominace na Zlatý glóbus v kategorii Nejlepší herečka v minisérii nebo TV filmu                                                         |
| 1984      | Tarzan                                 | slečna Jane Porterová              | dabing, nebyla uvedena v titulcích |
| 1984      | Chlapec z kamene                       | Ruth Hillerman                     | |
| 1984      | Přirozený talent                       | Iris Gaines                        | nominace na Oscara v kategorii Nejlepší herečka ve vedlejší roli |
| 1985      | Zubaté ostří                           | Teddy Barnes                       | |
| 1985      | Maxie                                  | Jan / Maxie                        | nominace na Zlatý glóbus v kategorii Nejlepší herečka v komedii nebo muzikálu |
| 1987      | Osudová přitažlivost                   | Alex Forrest                       | nominace na Oscara v kategorii Nejlepší herečka nominace na Zlatý glóbus v kategorii Nejlepší herečka v dramatu                                                                                              |
| 1988      | Gandahar                               | Ambisextra                         | dabing anglické verze |
| 1988      | Můj život v Ibaře                      | Sara Everton                       | |
| 1988      | Nebezpečné známosti                    | markýza Isabelle de Merteuil       | nominace na Oscara v kategorii Nejlepší herečka nominace na cenu BAFTA v kategorii Nejlepší herečka v hlavní roli                                                                                            |
| 1989      | Dítě na zakázku                        | Linda Spector                      | |
| 1990      | Zvrat štěstěny                         | Sunny von Bülow                    | |
| 1990      | Láska v Seattlu                        |                                    | |
| 1990      | Hamlet                                 | Gertrude                           | |
| 1991      | Sarah prostá a neuvěřitelná            | Sarah Wheaton                      | výkonná producentka nominace na Emmy v kategorii Nejlepší herečka v minisérii nebo filmu a v kategorii Nejlepší minisérie nominace na Zlatý glóbus v kategorii Nejlepší herečka v minisérii nebo TV filmu    |
| 1991      | Schůzka s Venuší                       | Karin Anderson                     | |
| 1991      | Hook                                   | Gutless                            | |
| 1993      | Skřivánek                              | Sarah Witting                      | výkonná producentka; nominace na Emmy a v kategorii Nejlepší herečka v minisérii nebo filmu |
| 1993      | Dům duchů                              | Férula Trueba                      | |
| 1994      | Noviny                                 | Alicia Clark                       | |
| 1995      | Tajná služba                           | Margarethe Cammermeyer             | výkonná producentka Emmy v kategorii Nejlepší herečka v minisérii nebo filmu nominace na Emmy v kategorii Nejlepší minisérie nominace na Zlatý glóbus v kategorii Nejlepší herečka v minisérii nebo TV filmu |
| 1995–2012 | Simpsonovi                             | Mona Simpsonová                    | 4 epizody; dabing |
| 1996      | Mary Reilly                            | slečna Farradayová                 | |
| 1996      | 101 dalmatinů                          | Cruella De Vil                     | nominace na Zlatý glóbus v kategorii Nejlepší herečka v komedii nebo muzikálu |
| 1996      | Mars útočí!                            | Marsha Dale                        | |
| 1997      | Svatba naruby                          |                                    | cameo |
| 1997      | Cesta do ráje                          | Adrienne Pargiter                  | |
| 1997      | Za soumraku                            | Janet                              | nominace na Emmy v kategorii Nejlepší herečka v minisérii nebo filmu |
| 1997      | Air Force One                          | viceprezidentka Kathryn Bennettová | |
| 1999      | Vítejte v Holly Springs                | Camille Dixon                      | |
| 1999      | Tarzan                                 | Kala                               | dabing |
| 1999      | Co vlastně ženy chtějí?                | Dr. Elaine Keener                  | |
| 1999      | Sarah, prostá a vysoká                 | Sarah Witting                      | výkonná producentka |
| 2000      | Baby                                   | dospělá Sophie                     | dabing |
| 2000      | 102 dalmatinů                          | Cruella de Vil                     | |
| 2001      | Zlatokopové na divoké řece             | Arvella Whipple                    | výkonná producentka |
| 2001      | Jižní Pacifik                          | Nellie Forbush                     | výkonná producentka |
| 2001      | Životní jistoty                        | Esther Gold                        | |
| 2002      | Will a Grace                           | Fannie Lieber                      | 1 epizoda nominace na Emmy v kategorii Nejlepší hostující herečka v komediálním seriálu |
| 2002      | Pinocchio                              | Blue Fairy                         | dabing anglické verze |
| 2003      | Štětcem osudu                          | Cornelia Engelbrecht               | |
| 2003      | Rozvod po francouzsku                  | Olivia Pace                        | |
| 2003      | Lev v zimě                             | Eleonora Akvitánská                | Zlatý glóbus v kategorii Nejlepší herečka v minisérii nebo TV filmu nominace na Emmy v kategorii Nejlepší herečka v minisérii nebo filmu                                                                     |
| 2004      | Západní křídlo                         | Evelyn Baker Lang                  | 1 epizoda |
| 2004      | Osobní prohlídka                       | Karen Moore                        | |
| 2004      | Stepfordské paničky                    | Claire Wellingtonová               | |
| 2005      | Karcoolka                              | babička                            | dabing |
| 2005      | Heights                                | Diana                              | |
| 2005      | Nine Lives                             | Maggie                             | |
| 2005      | Generace X                             | Carrie Johnson                     | |
| 2005      | Policejní odznak                       | Monica Rawling                     | 13 epizod nominace na Emmy v kategorii Nejlepší herečka v dramatickém seriálu nominace na Zlatý glóbus v kategorii Nejlepší herečka v dramatickém seriálu                                                    |
| 2005      | Tarzan 2                               | Kala                               | dabing |
| 2007      | Ten večer                              | paní Wittenbornová                 | |
| 2007–2012 | Patty Hewes – nebezpečná advokátka     | Patty Hewes                        | 59 epizod Emmy v kategorii Nejlepší herečka v dramatickém seriálu (zisk 2008, 2009; nominace 2010, 2012) Zlatý glóbus v kategorii Nejlepší herečka v dramatickém seriálu (zisk 2008; nominace 2010, 2013)    |
| 2011      | Hoodwinked Too! Hood vs. Evil          | babička Puckettová                 | dabing |
| 2011      | Albert Nobbs                           | Albert Nobbs                       | producentka, scenáristka nominace na Oscara v kategorii Nejlepší herečka nominace na Zlatý glóbus v kategorii Nejlepší herečka v dramatu nominace na Zlatý glóbus v kategorii Nejlepší filmová píseň         |
| 2014      | Strážci Galaxie                        | Nova Prime Irani Rael              | |
| 2014      | Až na dno                              | Gram                               | |
| 2015      | Skvělá Gilly Hopkinsová                | Nonnie Hopkins                     | |
| 2015      | Od pěti do sedmi                       | Arlene                             | |
| 2015      | Anesthesia                             | Marcia Zarrow                      | |
| 2016      | Warcraft: První střet                  | Alodi                              | Nekreditovaná role |
| 2016      | Nejnadanější dívka                     | Dr. Caroline Caldwell              | |
| 2016      | Griffinovi                             | Sama sebe (hlas)                   | díl: „A Lot Going on Upstairs“ |
| 2017      | 7 životů                               | Nicolette Cayman                   | |
| 2017      | Žena                                   | Joan Castleman                     | |
| 2017      | Bastardi na cestě                      | Helen Baxter                       | |
| 2017      | Svatba na divoko                       | Eve Wilde                          | |
| 2017      | Hadí doupě                             | Lady Edith                         | |
| 2018–2019 | 3 mimo: Příběhy z Arkádie              | Mothership (hlas)                  | 22 dílů |
| 2020      | Four Good Days                         | Deb                                | |
| 2020      | Americká elegie                        | Mawmaw                             | |
| 2021      | Cruella                                | —                                  | výkonná producentka |
| 2021      | Labutí píseň                           | Dr. Scott                          | |
| 2022      | Žena v domě přes ulici od dívky v okně |                                    | díl: „Epizoda 8“ |
| 2022      | Teherán                                | Marjan Montazeri                   | hlavní role (2. řada) |